# Асуан (аеропорт)
Міжнародний аеропорт Асуан (IATA: ASW, ICAO: HESN), також відомий як аеропорт Дарау — аеропорт в Асуані, Єгипет.
У 2008 аеропорт обслужив 1 106 863 пасажирів (+13,1% проти 2007).

## Авіакомпанії та напрямки, липень 2022
| Авіакомпанія | Пункт призначення |
| ------------ | ----------------- |
| Air Arabia   | Каїр              |
| EgyptAir     | Абу-Сімбел, Каїр  |
| Nile Air     | Каїр              |

## Пасажирообіг
Див. джерело запитів Вікіданих та джерела.

## Ресурси Інтернету
- http://weather.noaa.gov/weather/current/HESN.html [Архівовано 4 березня 2016 у Wayback Machine.]
- http://aviation-safety.net/database/airport/airport.php?id=ASW [Архівовано 3 березня 2016 у Wayback Machine.]